# Craftpix.net
CraftPix.net — это цифровая платформа для распространения 2D и 3D игровых ассетов, запущенная в 2016 году. Платформа предоставляет как бесплатные, так и премиальные игровые ресурсы, включая спрайты, анимации, фоны и интерфейсы. Ассеты CraftPix используются разработчиками для создания игр на популярных движках, таких как Unity и Unreal Engine.

## История
Проект был основан в августе 2016 года братьями Антоном Тыщенко и Олегом Домрачевым как платформа для распространения 2D ассетов для игровых разработчиков. Изначально проект был нацелен на инди-разработчиков и предлагал ресурсы, такие как спрайты, анимации и фоны, доступные по подписке или как отдельные бесплатные наборы.
В 2019 году компания OpenAI представила Procgen Benchmark, включающий 16 уникальных процедурно генерируемых игровых окружений для оценки производительности агентов в задачах обучения с подкреплением. В рамках этого исследования ассеты CraftPix использовались для создания фонов некоторых уровней, информация о которых опубликована в лицензиях на ресурсы на GitHub.
В 2024 году CraftPix заключил партнёрское соглашение с Tiled Map Editor, после чего команда проекта начала активно разрабатывать базу ассетов, совместимых с этим инструментом. Эти игровые ресурсы предназначены для упрощения процесса создания карт и уровней в Tiled.